# Doug Carpenter
Pour les articles homonymes, voir Carpenter.
Doug Carpenter (né le 1er juillet 1942 à Cornwall dans la province de l'Ontario au Canada) est un joueur et entraîneur professionnel retraité de hockey sur glace en Amérique du Nord.

## Carrière

### Carrière de joueur
Carpenter fut un défenseur de hockey au début des années 60. Il fait ses débuts en 1961-62 dans l'Association de hockey de l'Ontario - aujourd'hui Ligue de hockey de l'Ontario - avec la franchise affiliée aux Canadiens de Montréal de la Ligue nationale de hockey : les Canadiens Juniors de Montréal.
Il ne reste qu'une saison dans l'équipe et rejoint l'Eastern Hockey League en 1964 en jouant pour les Generals de Greensboro. Il joue dans l'équipe jusqu'en 1971, saison où il rejoint la Ligue internationale de hockey et les Generals de Flint. Il prend sa retraite au bout de trois saisons mais reste dans le monde du hockey en devenant entraîneur des Generals.

### Carrière d'entraîneur
Ainsi de 1974 à 1978 il est l'entraîneur de l'équipe des Generals mais en 1979-1980 après une saison d'inactivité, il rejoint la Ligue de hockey junior majeur du Québec et les Royals de Cornwall. L'année d'après il fait ses débuts dans la Ligue américaine de hockey pour les Hawks du Nouveau-Brunswick puis pour les Saints de Saint Catharines avant de faire ses débuts derrière un banc de la LNH.
En 1984-1985, il est appelé à prendre la place de Tom McVie après que les Devils du New Jersey ont connu une année catastrophique. Il prend la direction des Devils jusqu'en 1986-1987, où il est remplacé au bout de cinquante matchs par Jim Schoenfeld.

L'année d'après, il rejoint les Citadels d'Halifax pour une saison avant d'être appelé derrière le banc des Maple Leafs de Toronto pour deux saisons. Il met fin à sa carrière en 1992-1993 après avoir entraîné encore une fois les Citadels ainsi que les Nighthawks de New Haven en 1991-1992. Cette année-là, il reçoit le trophée Louis-A.-R.-Pieri en tant que meilleur entraîneur de la saison en LAH.

## Statistiques

### Joueur
| Saison    | Équipe                                           | Ligue |    | Saison régulière | Saison régulière | Saison régulière | Saison régulière | Saison régulière |   | Séries éliminatoires | Séries éliminatoires | Séries éliminatoires | Séries éliminatoires | Séries éliminatoires |
| Saison    | Équipe                                           | Ligue | PJ | B                | A                | Pts              | Pun              | PJ               | B | A                    | Pts                  | Pun                  |                      |                      |
| 1961-1962 | Canadiens Juniors de Montréal                    | AHO   | 46 | 1                | 4                | 5                | 0                |                  |   |                      |                      |                      |                      |                      |
| 1964-1965 | Generals de Greensboro                           | EHL   | 69 | 1                | 10               | 11               | 66               |                  |   |                      |                      |                      |                      |                      |
| 1966-1967 | Generals de Greensboro                           | EHL   | 72 | 4                | 24               | 28               | 71               |                  |   |                      |                      |                      |                      |                      |
| 1967-1968 | Generals de Greensboro                           | EHL   | 71 | 4                | 42               | 46               | 100              | 11               | 1 | 5                    | 6                    | 6                    |                      |                      |
| 1968-1969 | Generals de Greensboro                           | EHL   | 72 | 1                | 36               | 37               | 77               | 4                | 0 | 2                    | 2                    | 8                    |                      |                      |
| 1969-1970 | Generals de Greensboro                           | EHL   | 74 | 17               | 23               | 40               | 58               | 16               | 6 | 7                    | 13                   | 8                    |                      |                      |
| 1970-1971 | Generals de Greensboro                           | EHL   | 60 | 16               | 28               | 44               | 67               |                  |   |                      |                      |                      |                      |                      |
| 1971-1972 | Rockets de Jacksonville Rebels de Roanoke Valley | EHL   | 69 | 7                | 29               | 36               | 54               |                  |   |                      |                      |                      |                      |                      |
| 1971-1972 | Generals de Flint                                | LIH   |    |                  |                  |                  |                  | 4                | 1 | 1                    | 2                    | 4                    |                      |                      |
| 1971-1972 | Rebels de Roanoke Valley                         | EHL   |    |                  |                  |                  |                  | 6                | 0 | 1                    | 1                    | 19                   |                      |                      |
| 1972-1973 | Rebels de Roanoke Valley                         | EHL   | 59 | 6                | 22               | 28               | 87               |                  |   |                      |                      |                      |                      |                      |
| 1972-1973 | Generals de Flint                                | LIH   | 13 | 1                | 7                | 8                | 8                | 5                | 0 | 1                    | 1                    | 4                    |                      |                      |
| 1973-1974 | Generals de Flint                                | LIH   | 41 | 2                | 17               | 19               | 42               |                  |   |                      |                      |                      |                      |                      |

### Entraîneur
| Saison    | Équipe                     | Ligue |    | PJ | V  | D  | N                   |  | Résultat |
| 1974-1975 | Generals de Flint          | LIH   | 75 | 44 | 26 | 5  | Défaite au 1er tour |  |          |
| 1975-1976 | Generals de Flint          | LIH   | 78 | 34 | 30 | 14 | Défaite au 1er tour |  |          |
| 1976-1977 | Generals de Flint          | LIH   | 78 | 35 | 33 | 10 | Défaite au 1er tour |  |          |
| 1977-1978 | Generals de Flint          | LIH   | 80 | 36 | 34 | 10 |                     |  |          |
| 1979-1980 | Royals de Cornwall         | LHJMQ | 72 | 41 | 25 | 6  |                     |  |          |
| 1980-1981 | Hawks du Nouveau-Brunswick | LAH   | 80 | 37 | 33 | 10 | Défaite au 2e tour  |  |          |
| 1981-1982 | Tigers de Cincinnati       | LCH   | 80 | 46 | 30 | 4  | Défaite au 1er tour |  |          |
| 1982-1983 | Saints de Saint Catharines | LAH   | 80 | 33 | 41 | 6  | Non qualifiés       |  |          |
| 1983-1984 | Saints de Saint Catharines | LAH   | 80 | 43 | 31 | 6  | Défaite au 1er tour |  |          |
| 1984-1985 | Devils du New Jersey       | LNH   | 80 | 22 | 48 | 10 | Non qualifiés       |  |          |
| 1985-1986 | Devils du New Jersey       | LNH   | 80 | 28 | 49 | 3  | Non qualifiés       |  |          |
| 1986-1987 | Devils du New Jersey       | LNH   | 80 | 29 | 45 | 6  | Non qualifiés       |  |          |
| 1987-1988 | Devils du New Jersey       | LNH   | 50 | 21 | 24 | 5  |                     |  |          |
| 1988-1989 | Citadels d'Halifax         | LAH   | 80 | 42 | 30 | 8  | Défaite au 1er tour |  |          |
| 1989-1990 | Maple Leafs de Toronto     | LNH   | 80 | 38 | 38 | 4  | Défaite au 1er tour |  |          |
| 1990-1991 | Maple Leafs de Toronto     | LNH   | 11 | 1  | 9  | 1  |                     |  |          |
| 1991-1992 | Nighthawks de New Haven    | LAH   | 80 | 39 | 37 | 4  | Défaite au 1er tour |  |          |
| 1992-1993 | Citadels d'Halifax         | LAH   | 80 | 33 | 37 | 10 | Non qualifiés       |  |          |